# Denis Papas
Denis Papastratides, surnommé Papas, est un footballeur français né le 15 août 1937 à Lyon (Rhône). Il a joué à l'Olympique lyonnais en 1960.

## Biographie
Il entraîne l'équipe lyonnaise d'octobre 1987 à mars 1988 (second entraîneur de l'ère Aulas).

## Carrière de joueur
- 1947-1957 :  FC Villefranche
- 1957-1960 :  FC Grenoble
- 1960-1961 :  Olympique lyonnais
- 1962-1968 :  FC Villefranche
- 1968-1971 :  CS Cuiseaux puis Club sportif Louhans-Cuiseaux[1]

## Carrière d'entraîneur
- 1966-1968 :  FC Villefranche
- 1969-1971 :  CS Cuiseaux
- 1971-1974 :  FC Villefranche
- 1976-1985 :  CS Cuiseaux-Louhans
- oct. 1987-mars 1988 :  Olympique lyonnais
- Mars-juin 1988 : Olympique lyonnais (directeur sportif)
- 1989-1998 :  FC Villefranche